# Route européenne 43
Pour les articles homonymes, voir E43 et Route 43.
La route européenne 43  est une route reliant Wurtzbourg en Allemagne à Bellinzone en Suisse en passant par l'Autriche. Elle est un important axe de franchissement des Alpes.

## Tracé
En Allemagne, l'E43 utilise l'A7 et l'A96.
En Autriche, elle utilise l'A14 et la L202 (de) qui traverse la ville de Bregenz.
En Suisse, l'E43 utilise l'A13 dans son entier. Elle franchit la crête principale des Alpes par le tunnel du San Bernardino, long de 6,6 km et dont le portail sud culmine à 1631 mètres d'altitude.
Au nord, l'E43 est connectée à l'E45 qui relie l'Allemagne au Danemark et à la Suède. Au sud, elle est connectée à la E35 qui relie le sud de la Suisse au centre de l'Italie.

### Allemagne
En Allemagne, la route E43 se confond avec :
| (Auto)route | Tracé                         | Villes traversées | Routes européennes croisées                |
| ----------- | ----------------------------- | ----------------- | ------------------------------------------ |
|             | Entre Wurtzbourg et Memmingen | Ulm               | à Wurtzbourg en commun à Schnelldorf à Ulm |
|             | Entre Memmingen et Lindau     |                   | à Memingem près de Lindau                  |

### Autriche
En Autriche, la route E43 se confond avec :
| (Auto)route | Tracé                    | Villes traversées | Routes européennes croisées |
| ----------- | ------------------------ | ----------------- | --------------------------- |
|             | Entre Lochau et Brégence |                   |                             |
|             | Entre Brégence et Höchst |                   | en commun                   |

### Suisse
En Suisse, la route E43 se confond avec :
| (Auto)route | Tracé                                | Villes traversées                      | Routes européennes croisées |
| ----------- | ------------------------------------ | -------------------------------------- | --------------------------- |
|             | Entre Sankt Margrethen et Bellinzone | Vaduz, Coire, tunnel du San Bernardino | à Bellinzone                |

## Galerie

La route européenne 43 du nord au sud
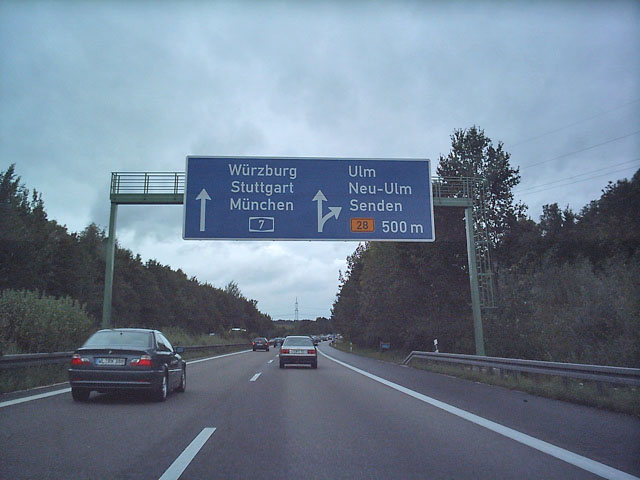
L'A7 près d'Ulm dans le Bade-Wurtemberg.
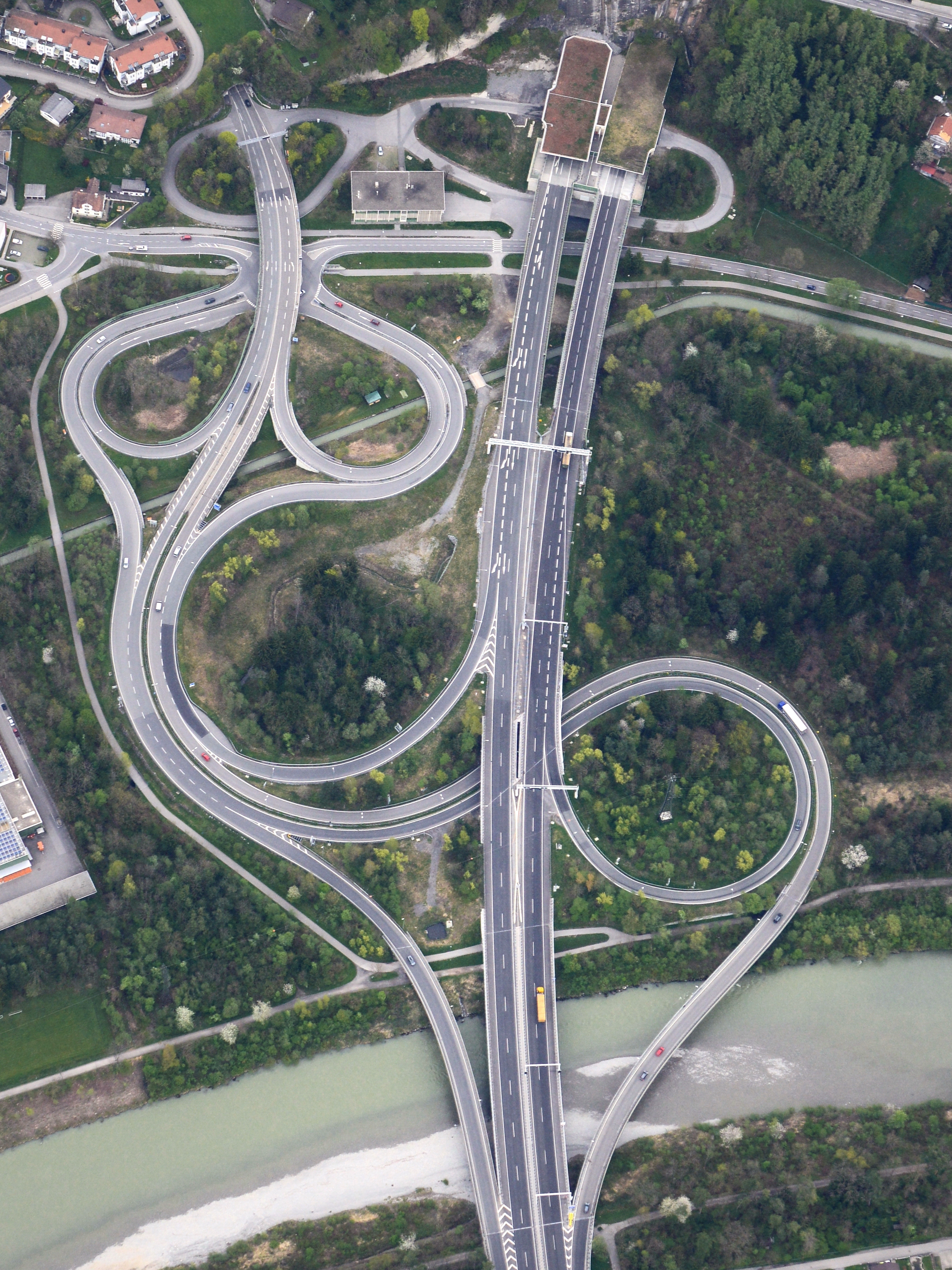
Échangeur de Bregenz entre l'A14 (E60) et la bretelle autoroutière de Bregenz (E43) dans le Voralberg.
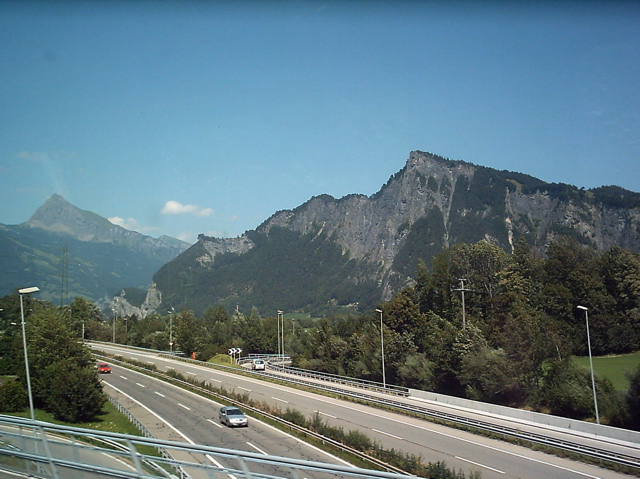
L'A13 près de Maienfeld dans le canton de Saint-Gall.
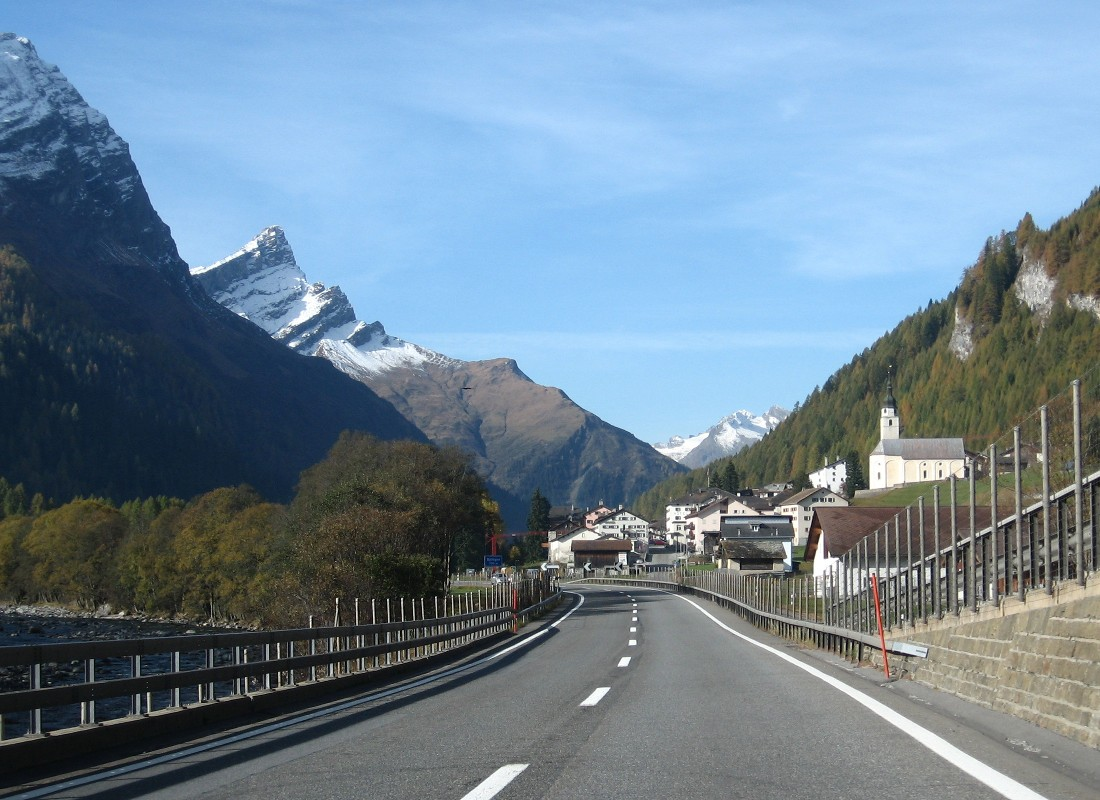
L'A13 en vue de Splügen dans le Grisons.
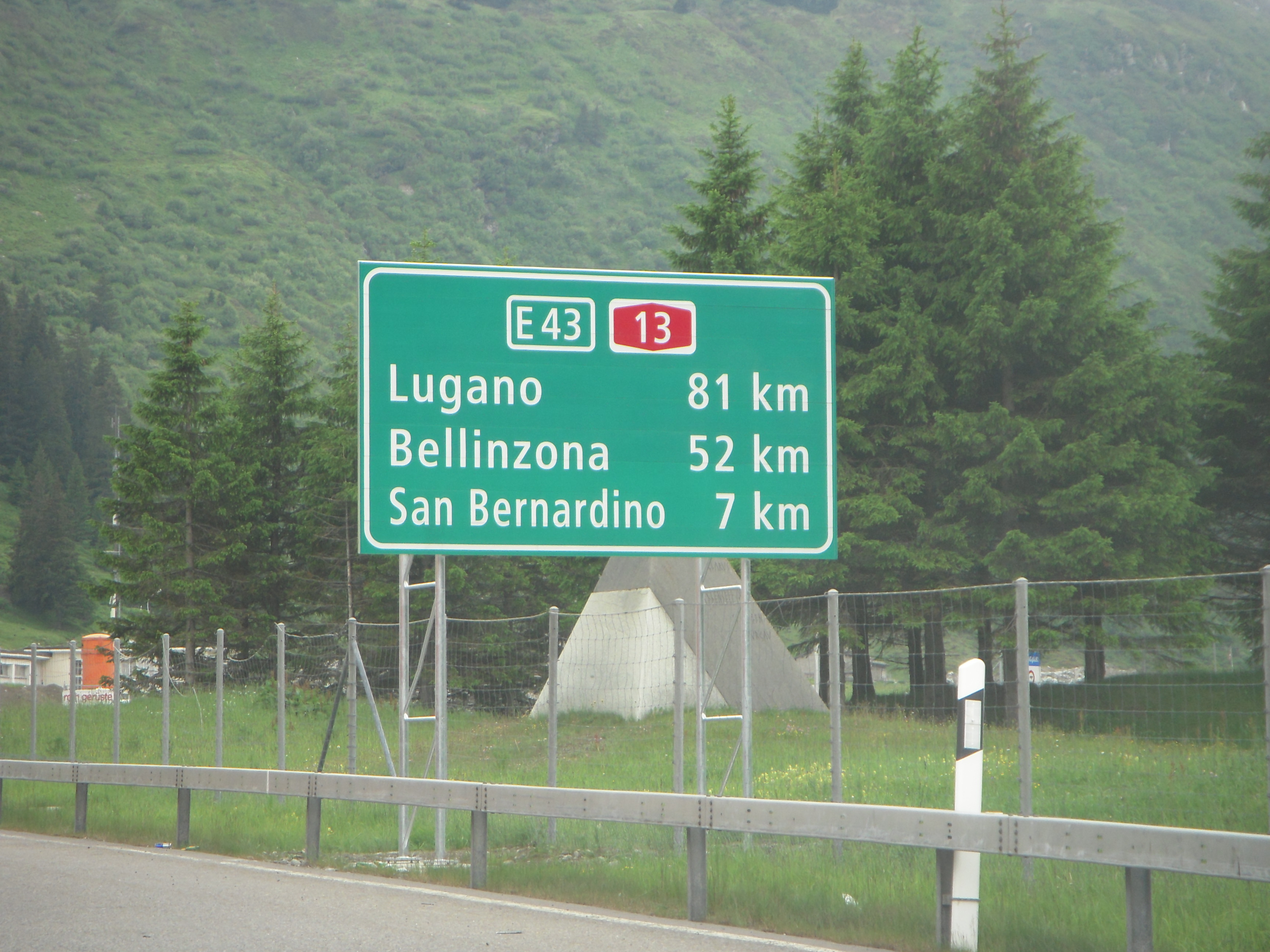
L'A13 juste avant l'entrée du tunnel du San Bernardino à Hinterrhein dans la vallée du Rhin postérieur.
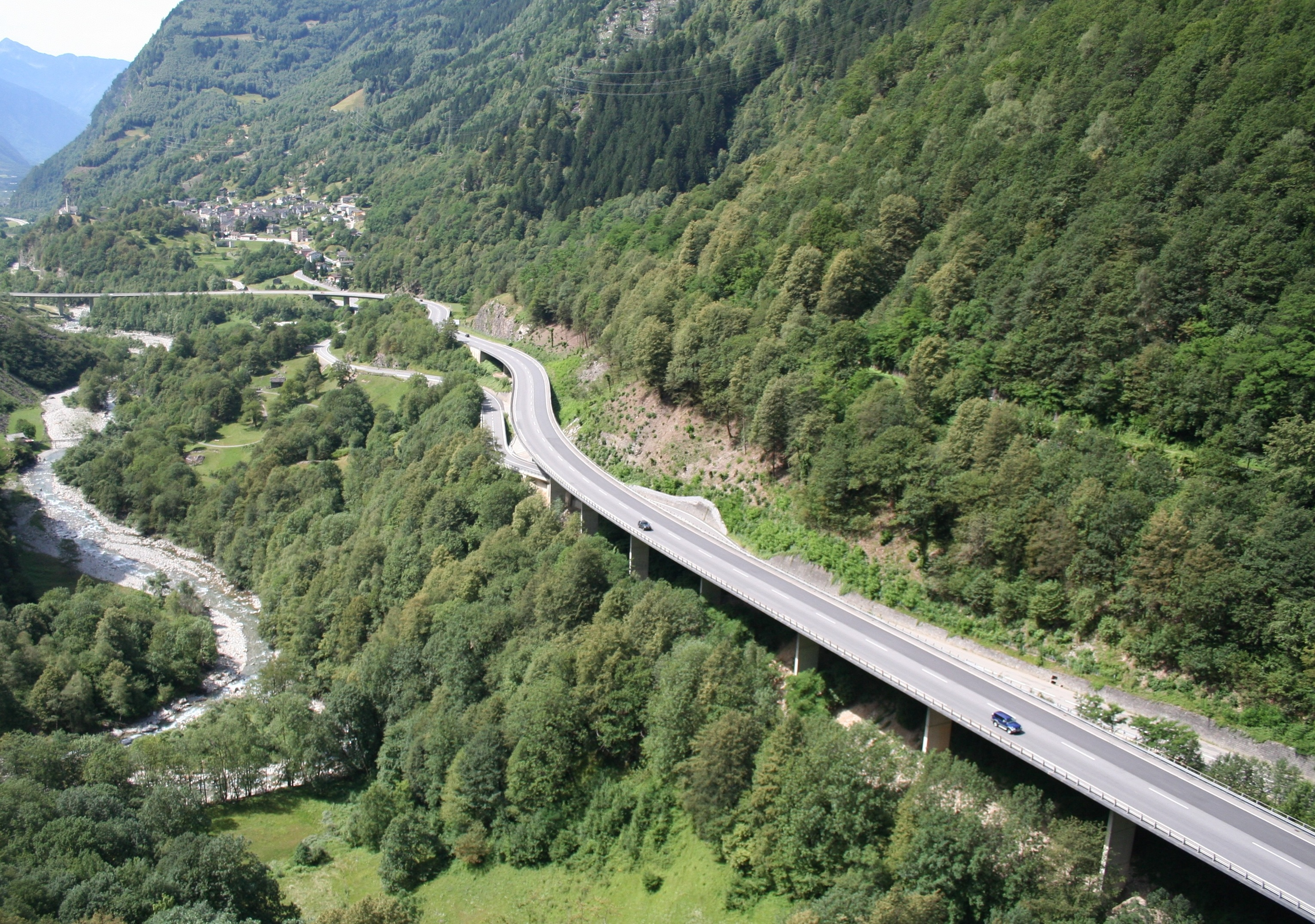
L'A13 dans le Val Mesolcina (Mesocco).